# پاگو دل والو دی لائورو
پاگو دل والو دی لائورو (به ایتالیایی: Pago del Vallo di Lauro) یک کومونه در ایتالیا است که در استان آولینو واقع شده‌است. پاگو دل والو دی لائورو ۴ کیلومتر مربع مساحت و ۱٬۸۸۸ نفر جمعیت دارد.